# Psychotria balbisiana
Psychotria balbisiana är en måreväxtart som beskrevs av Dc.. Psychotria balbisiana ingår i släktet Psychotria och familjen måreväxter. Inga underarter finns listade i Catalogue of Life.